# Kerep Kidul
Kerep Kidul is een bestuurslaag in het regentschap Nganjuk van de provincie Oost-Java, Indonesië. Kerep Kidul telt 2243 inwoners (volkstelling 2010).